# Daryll Forde
Cyril Daryll Forde (* 16. März 1902 in London; † 3. Mai 1973 ebenda) war ein britischer Anthropologe, Ethnologe und Afrikawissenschaftler.
Forde hatte an der University of California, Berkeley unter Alfred Kroeber und Robert Lowie studiert. In den Vereinigten Staaten wurde er von der wachsenden ökologischen Anthropologie beeinflusst, und nach seiner Rückkehr nach Großbritannien war er über viele Jahre der führende Vertreter der „ecological anthropology“ (ökologischen Anthropologie) in der britischen Anthropologie. Am University College London, wo er seit 1945 arbeitete, baute er innerhalb der britischen Akademie eine Enklave im amerikanischen Stil auf. Forde kooperierte eng mit Alfred Radcliffe-Brown, Meyer Fortes und Edward Evan Evans-Pritchard, und leistete einen Beitrag zur strukturellen funktionalistischen Schule.
Von 1928 bis 1929 führte er Feldforschungen in Arizona und New Mexico durch, über die er in seinem wohl populärsten Werk Habitat, Economy and Society: a Geographical Introduction to Ethnology (1934) berichtete, das großen Beifall fand. Einen großen Beitrag leistete er zur Anthropologie Afrikas. Er gab unter anderem den berühmten Sammelband African Worlds: Studies in the Cosmological Ideas and Social Values of African Peoples heraus (1954). Von 1945 bis 1973 war er Direktor des International African Institute.

## Werk
- zusammen mit Diedrich Hermann Westermann: Ida Caroline Ward, Africa, 20 1-5, 1950